# Seznam československých mistryň světa
Seznam československých mistryň světa – vítězek mistrovství světa, které reprezentovali Československo do roku 1992.
V roce 1927 se stala první českou mistryní světa šachistka Věra Menčíková.

## Jednotlivkyně
| Mistrovství      | Místo           | Jméno                     | Sport             | Disciplína           | Kategorie / Pozice |
| ---------------- | --------------- | ------------------------- | ----------------- | -------------------- | ------------------ |
| 1983             | Helsinky        | Jarmila Kratochvílová     | atletika          | běh na 400 m         |                    |
| 1983             | Helsinky        | Jarmila Kratochvílová     | atletika          | běh na 800 m         |                    |
| 1983             | Helsinky        | Helena Fibingerová        | atletika          | vrh koulí            |                    |
| 1960 neoficiální | Mylhúzy         | Anna Matoušková           | cyklistika        | sálová cyklistika    | krasojízda         |
| 1967 neoficiální | Baden           | Anna Matoušková           | cyklistika        | sálová cyklistika    | krasojízda         |
| 1974             | Heerlen         | Anna Matoušková           | cyklistika        | sálová cyklistika    | krasojízda         |
| 1975             | Gent            | Anna Matoušková           | cyklistika        | sálová cyklistika    | krasojízda         |
| 1976             | Münster         | Anna Matoušková           | cyklistika        | sálová cyklistika    | krasojízda         |
| 1977             | Brno            | Anna Matoušková           | cyklistika        | sálová cyklistika    | krasojízda         |
| 1979             | Schiltigheim    | Anna Matoušková           | cyklistika        | sálová cyklistika    | krasojízda         |
| 1949             | Paříž           | Ája Vrzáňová              | krasobruslení     | jednotlivci          | ženy               |
| 1950             | Londýn          | Ája Vrzáňová              | krasobruslení     | jednotlivci          | ženy               |
| 1965             | Praha           | Hana Mičechová-Sitnianská | gymnastika        | moderní gymnastika   | jednotlivkyně      |
| 1934             | Budapešť        | Vlasta Děkanová           | gymnastika        | sportovní gymnastika | víceboj            |
| 1938             | Praha           | Vlasta Děkanová           | gymnastika        | sportovní gymnastika | víceboj            |
| 1958             | Moskva          | Eva Bosáková              | gymnastika        | sportovní gymnastika | prostná            |
| 1962             | Praha           | Eva Bosáková              | gymnastika        | sportovní gymnastika | kladina            |
| 1962             | Praha           | Věra Čáslavská            | gymnastika        | sportovní gymnastika | přeskok            |
| 1966             | Dortmund        | Věra Čáslavská            | gymnastika        | sportovní gymnastika | přeskok            |
| 1966             | Dortmund        | Věra Čáslavská            | gymnastika        | sportovní gymnastika | víceboj            |
| 1979             | Fort Worth      | Věra Černá                | gymnastika        | sportovní gymnastika | kladina            |
| 1991             | Mariánské Lázně | Jana Cieslarová           | orientační běh    |                      | middle             |
|                  |                 | Věra Čapková              | sportovní rybolov | rybolovná technika   |                    |
| 1927–1944        |                 | Věra Menčíková            | šachy             |                      |                    |
| 1938             | Piešťany        | Marie Šedivá              | šerm              | fleret               |                    |

## Družstva a štafety
| Mistrovství | Místo    | Jméno                             | Sport      | Disciplína            | Kategorie / Pozice |
| ----------- | -------- | --------------------------------- | ---------- | --------------------- | ------------------ |
| 1934        | Budapešť |                                   | gymnastika | sportovní gymnastika  | družstva           |
| 1938        | Praha    |                                   | gymnastika | sportovní gymnastika  | družstva           |
| 1966        | Dortmund |                                   | gymnastika | sportovní gymnastika  | družstva           |
| 1938        | Vaxholm  | Marta Pavlisová, Marie Zvolánková | kanoistika | rychlostní kanoistika | K-2 500 m          |
|             |          |                                   |            |                       |                    |

## Smíšené dvojice a družstva
| Mistrovství | Místo             | Jméno                  | Sport         | Disciplína   | Kategorie / Pozice |
| ----------- | ----------------- | ---------------------- | ------------- | ------------ | ------------------ |
| 1962        | Praha             | Eva Romanová, P. Roman | krasobruslení | taneční páry |                    |
| 1963        | Cortina d'Ampezzo | Eva Romanová, P. Roman | krasobruslení | taneční páry |                    |
| 1964        | Dortmund          | Eva Romanová, P. Roman | krasobruslení | taneční páry |                    |
| 1965        | Colorado Springs  | Eva Romanová, P. Roman | krasobruslení | taneční páry |                    |

## Kolektivy
| Mistrovství | Místo | Jméno | Sport | Disciplína | Kategorie / Pozice |
| ----------- | ----- | ----- | ----- | ---------- | ------------------ |
|             |       |       |       |            |                    |

## Přehled vítězství podle sportů
| Sport             | Ženy | Odkazy                               |
| ----------------- | ---- | ------------------------------------ |
| Atletika          | 3    | přehled medailí                      |
| Badminton         | 0    | přehled medailí                      |
| Cyklistika        |      |                                      |
| Gymnastika        | 12   | přehled medailí: moderní, sportovní  |
| Házená            | 0    |                                      |
| Kanoistika        | 1    | rychlost, slalom                     |
| Klasické lyžování |      |                                      |
| Krasobruslení     |      |                                      |
| Lední hokej       | 0    |                                      |
| Orientační běh    | 1    | přehled medailí                      |
| Parašutismus      |      |                                      |
| Skoky na lyžích   |      |                                      |
| Sportovní lezení  | 0    |                                      |
| Sportovní rybolov |      |                                      |
| Sportovní střelba |      |                                      |
| Šachy             |      |                                      |
| Šerm              | 1    | (na české wikipedii) není zpracováno |
| Tenis             | 0    |                                      |
| Volejbal          | 0    |                                      |